# Poniatowa (gemeente)
De gemeente Poniatowa is een stad- en landgemeente in het Poolse woiwodschap Lublin, in powiat Opolski (Lublin).
De zetel van de gemeente is in Poniatowa.
Op 30 juni 2004 telde de gemeente 15 295 inwoners.

## Oppervlakte gegevens
In 2002 bedroeg de totale oppervlakte van gemeente Poniatowa 84,16 km², waarvan:
- agrarisch gebied: 76%
- bossen: 16%

De gemeente beslaat 10,47% van de totale oppervlakte van de powiat.

## Demografie
Stand op 30 juni 2004:
| Omschrijving                   | Totaal | Totaal | Vrouwen | Vrouwen | Mannen | Mannen |
| ------------------------------ | ------ | ------ | ------- | ------- | ------ | ------ |
| eenheid                        | aantal | %      | aantal  | %       | aantal | %      |
| inwoners                       | 15 295 | 100    | 7927    | 51,8    | 7368   | 48,2   |
| bevolkingsdichtheid (inw./km²) | 181,7  | 181,7  | 94,2    | 94,2    | 87,5   | 87,5   |

In 2002 bedroeg het gemiddelde inkomen per inwoner 1086,04 zł.

## Administratieve plaatsen (sołectwo)
Dąbrowa Wronowska, Henin, Kocianów, Kowala Druga, Kowala Pierwsza, Kraczewice Prywatne, Kraczewice Rządowe, Leśniczówka, Młynki, Niezabitów, Niezabitów-Kolonia, Obliźniak, Plizin, Poniatowa-Kolonia, Poniatowa-Wieś, Spławy, Szczuczki-Kolonia, Wólka Łubkowska, Zofianka.

## Aangrenzende gemeenten
Bełżyce, Chodel, Karczmiska, Opole Lubelskie, Wąwolnica, Wojciechów